# Ян Єроним Кришпин-Киршенштейн
Ян Єроним Кришпин-Киршенштейн (бл. 1654, Жемайтія — 14 серпня 1708, Кідуляй, Литва) — римо-католицький діяч Речі Посполитої, канонік віленський (1681), кусташ віленський (1685), референдар великий литовський (1687 — 1695), єпископ жемайтський (1695 — 1708). 

## Життєпис
Представник польського шляхетського роду Кришпин-Киршенштейн герба «Кришпн».  
Син підскарбія великого литовського Єронима Кришпин-Киршенштейна (бл. 1622 — 1681) та Анни Млоцької.  
Брати — Михайло Антоній, Мартін Михайло й Анджей Казимир. 
Навчався у Краківській академії і Падуанському університеті.  
У 1678 Ян Єроним був рукоположений у священники.  
З 1681 — канонік віленський, з 1685 — кусташ віленський.  
У 1687 — 1695 — референдар великий литовський.
У 1694 Ян Єроним Кришпин-Киршенштейн був призначений титулярним єпископом салененським і єпископом-суффраганом віленським.  
У 1695 отримав сан єпископа Жемайтського. 
У політичному житті Ян Єроним виступав проти партії Сапегів, але під час Північної війни 1700-1721 перейшов на бік Шведського королівства. 
Похований у Віленському кафедральному соборі Святих Станіслава і Владислава. 